# Авеледа (Віла-ду-Конде)
Авеледа (порт. Aveleda)  — населений пункт та район в Португалії, входить в округ Порту. Є складовою частиною муніципалітету  Віла-ду-Конде. Знаходиться в складі великої міської агломерації Великий Порту. За старим адміністративним поділом входив в провінцію Дору-Літорал. Входить в економіко-статистичний субрегіон Великий Порту, який входить в Північний регіон. Населення становить 1479 людей на 2001 рік. Займає площу 3,51 км². 
Покровителем району вважається Свята Євлалія (порт. Santa Eulália). 
| Португалія | Це незавершена стаття з географії Португалії. Ви можете допомогти проєкту, виправивши або дописавши її. |